# Micragrotis elaphrodes
Micragrotis elaphrodes är en fjärilsart som beskrevs av Fletcher 1961. Micragrotis elaphrodes ingår i släktet Micragrotis och familjen nattflyn. Inga underarter finns listade i Catalogue of Life.